# Бадевци
Бадевци (болг. Бадевци) — село в Болгарии. Находится в Великотырновской области, входит в общину Елена. Население составляет 33 человека (2022).

## Политическая ситуация
Бадевци подчиняется непосредственно общине и не имеет своего кмета.
Кмет (мэр) общины Елена — Сашо Петков Топалов (Болгарская социалистическая партия (БСП)) по результатам выборов.